# 杨茂林
杨茂林（1928年—2001年），中华人民共和国政治人物。铁道部劳动模范。第一届全国人大代表。

## 生平
中长铁路管理局哈尔滨车站主任司磅员。1951年下半年把普通30吨零担货车的装载量从16吨提高到27吨。1952年7月24日杨茂林创造「对旗取送车法」在哈尔滨站试行成功。 中长铁路管理局命名为“杨茂林装车法”。1954年，当选第一届全国人民代表大会代表。